# Prefektura apostolska Lintong
Prefektura apostolska Lintong (łac. Praefectura Apostolica Lintungensis, chiń. 天主教林东监牧区) – rzymskokatolicka prefektura apostolska ze stolicą w Taonanie, w prefekturze miejskiej Baicheng, w prowincji Jilin, w Chińskiej Republice Ludowej.

## Historia
18 maja 1937 z mocy decyzji Piusa XI wyrażonej w bulli Quo melius erygowano prefekturę apostolską Lintong. Dotychczas wierni z tych terenów należeli do wikariatu apostolskiego Siping (obecnie diecezja Siping).
Od zwycięstwa komunistów w chińskiej wojnie domowej w 1949 prefektura apostolska, podobnie jak cały prześladowany Kościół katolicki w Chinach, nie może normalnie działać. Prefekt apostolski o. Joseph-Rolland-Gustave Prévost-Godard PME został wydalony z komunistycznych Chin.
Prefektura nie istnieje w strukturze Patriotycznego Stowarzyszenia Katolików Chińskich. Źródła nie są zgodne co do przynależności terenów prefektury w podziale administracyjnym PSKCh. Wymieniane są diecezja Chifeng, diecezja Shaanba lub diecezja Bameng.

## Prefekci apostolscy
- Edgar Larochelle PME (1937 – 1938) następnie wybrany przełożonym generalnym Zgromadzenia Misji Zagranicznych Prowincji w Québec
- Joseph-Albany-Emilien Massé PME (1939 – 1943)
- Joseph-Rolland-Gustave Prévost-Godard PME (1946 – 1956) de facto wydalony z komunistycznych Chin nie miał po tym czasie realnej władzy w prefekturze; następnie mianowany wikariuszem apostolskim Pucallpy w Peru
- sede vacante (być może urząd prefekta sprawowali duchowni Kościoła podziemnego) (1956 - nadal)